# 936 (číslo)
Devět set třicet šest je přirozené číslo. Římskými číslicemi se zapisuje CMXXXVI a řeckými číslicemi ϡλϝ´ nebo ϡλϛ´. Následuje po čísle devět set třicet pět a předchází číslu devět set třicet sedm.

## Matematika
936 je:
- Osmiúhelníkové číslo
- Šestnáctiúhelníkové číslo
- Pětiúhelníkové pyramidové číslo
- Abundantní číslo
- Složené číslo
- Nešťastné číslo

## Astronomie
- (936) Kunigunde je planetka hlavního pásu, kterou objevil v roce 1920 Karl Wilhelm Reinmuth
- NGC 936 je čočková galaxie v souhvězdí Velryby

## Roky
- 936
- 936 př. n. l.